# Villamiel de Muñó
Villamiel de Muñó es una entidad local menor de España perteneciente al municipio de Cayuela (provincia de Burgos, comunidad autónoma de Castilla y León). Forma parte de la comarca de Alfoz de Burgos.

## Historia
Uno de los primeros documentos donde aparece Villamiel es una venta realizada en Arcos de la Llana en 1094 de ciertas posesiones que, junto con otras de Arcos, salían en un mismo lote. En el año 1178, el conde don Nuño De Lara, señor de Muñó, hizo donaciones del señorío de esta villa, junto con Villanueva Matamala, al monasterio palentino de Perales, con el fin de la fundación de dicho monasterio.
Sobre el origen del nombre, podemos aventurar que puede provenir de Villa Imielle o Villa Jemiel, haciendo alusión a su repoblador, posiblemente llamado Gemel o Gumiel.

## Patrimonio
En el pueblo se conservan algunas casonas nobles de piedra, que denotan la hidalguía de este lugar.
Su iglesia está construida en piedra sillar y dedicada a San Miguel Arcángel. Tiene una portada renacentista de arco de medio punto moldurado y otros dos tapiados con columnas renacentistas. El interior muestra planta de dos naves, una gótica y otra renacentista, con columnas, arcos, bóvedas estrelladas de piedra y claves decoradas.
La pila bautismal es románica del s. XII, de rica decoración en vaso, sogueado en borde y arcos con relieves de la Anunciación, seis apóstoles, escenas de luchas, arpías y base circular moldurada.
El retablo mayor es barroco (1711), de Manuel del Barrio con San Felipe, San Miguel, San Pablo y San Pedro sedente; y sagrario renacentista con la última Cena.
En un altozano cercano a la villa, se halla la pequeña ermita dedicada a San Tirso.

## Símbolos
El escudo heráldico que representa a la entidad local menor fue aprobado el 18 de febrero de 2002 y su blasón el siguiente:

«Partido. Primero: Armas de Castilla. Segundo: En sinople, espada y espiga de oro, puestas en sotuer, surmontadas de estrella de lo mismo de seis puntas. En punta, onda de azur perfilada de plata, corona real cerrada.»
Boletín Oficial de Castilla y León nº 46 de 6 de marzo de 2002

## Situación administrativa
Entidad Local Menor